# Malaysias Grand Prix 2012
Malaysias Grand Prix 2012, officiellt 2012 Formula 1 Petronas Malaysia Grand Prix, var en Formel 1-tävling som hölls den 25 mars 2012 på Sepang International Circuit i Malaysia. Det var den andra tävlingen av Formel 1-säsongen 2012 och kördes över 56 varv. Vinnare av loppet blev Fernando Alonso för Ferrari, tvåa blev Sergio Pérez för Sauber och trea blev Lewis Hamilton för McLaren.

## Kvalet

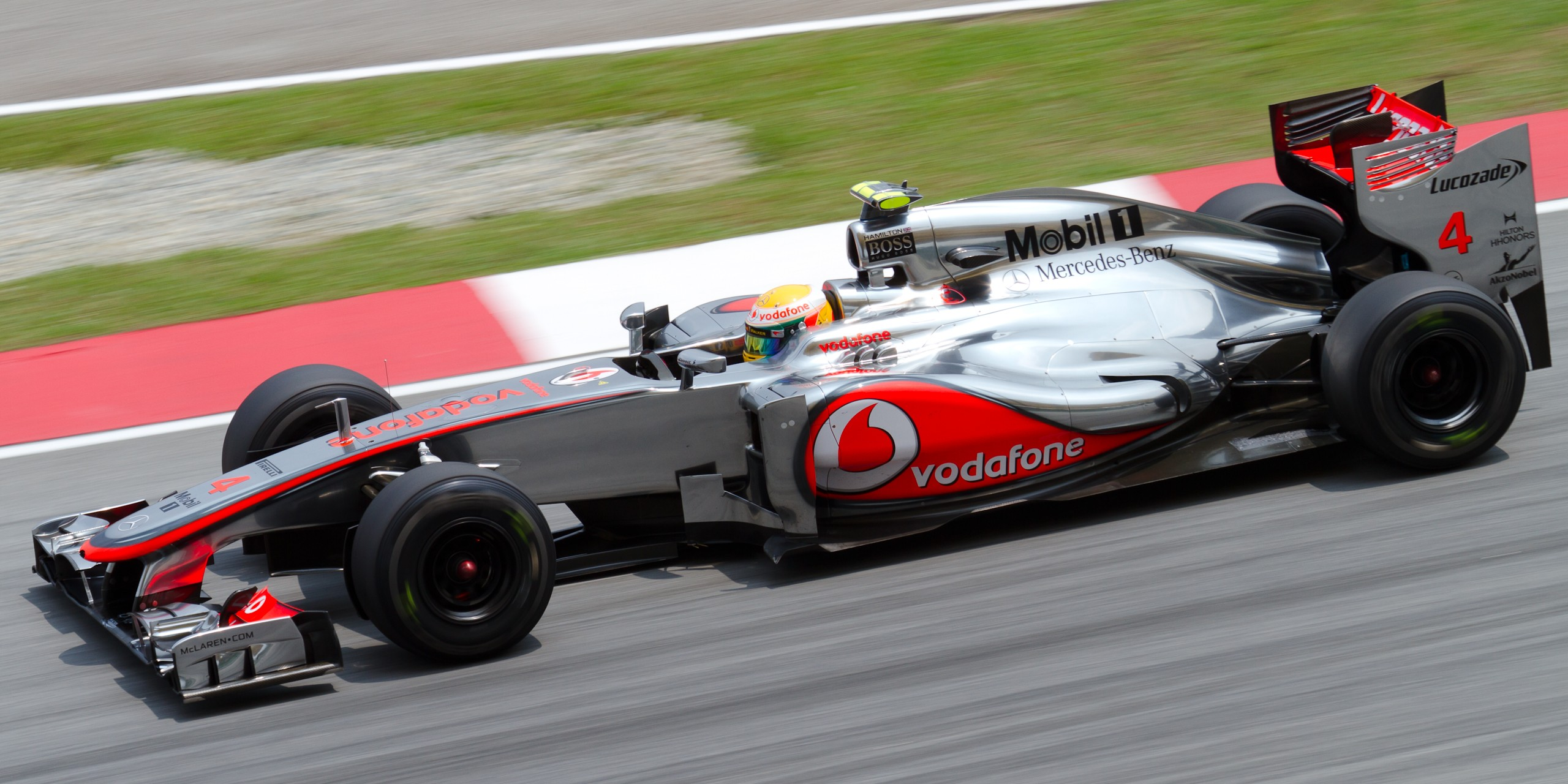
Lewis Hamilton tog pole position.

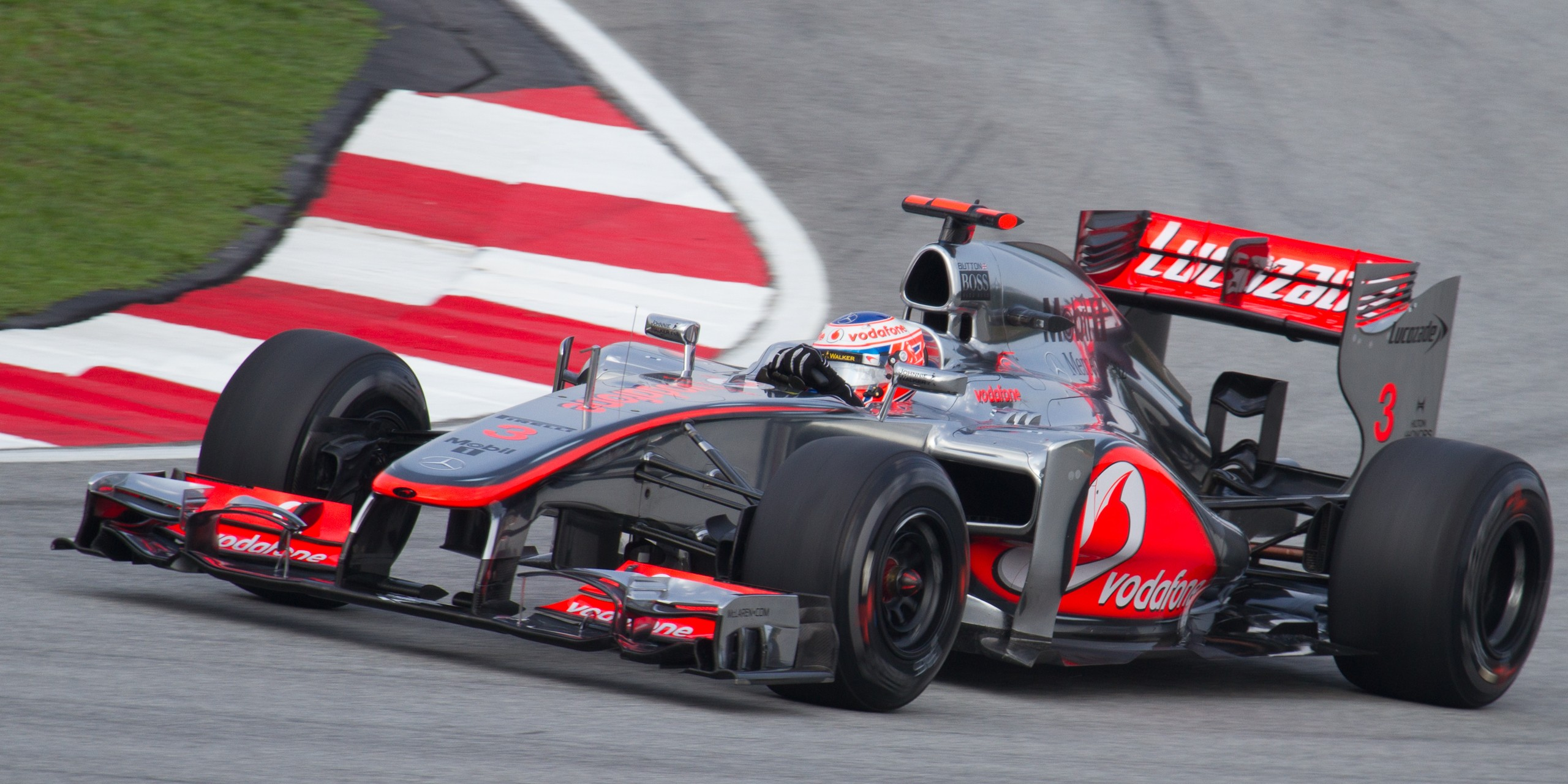
Jenson Button startade som tvåa.

| KR. | Nr | Förare             | Konstruktör          | Q1       | Q2       | Q3       | Grid |
| --- | -- | ------------------ | -------------------- | -------- | -------- | -------- | ---- |
| 1   | 4  | Lewis Hamilton     | McLaren-Mercedes     | 1.37,813 | 1.37,106 | 1.36,219 | 1    |
| 2   | 3  | Jenson Button      | McLaren-Mercedes     | 1.37,575 | 1.36,928 | 1.36,368 | 2    |
| 3   | 7  | Michael Schumacher | Mercedes             | 1.37,517 | 1.37,017 | 1.36,391 | 3    |
| 4   | 2  | Mark Webber        | Red Bull-Renault     | 1.37,172 | 1.37,375 | 1.36,461 | 4    |
| 5   | 9  | Kimi Räikkönen     | Lotus-Renault        | 1.37,961 | 1.36,715 | 1.36,461 | 101  |
| 6   | 1  | Sebastian Vettel   | Red Bull-Renault     | 1.38,102 | 1.37,419 | 1.36,634 | 5    |
| 7   | 10 | Romain Grosjean    | Lotus-Renault        | 1.38,058 | 1.37,338 | 1.36,658 | 6    |
| 8   | 8  | Nico Rosberg       | Mercedes             | 1.37,696 | 1.36,996 | 1.36,664 | 7    |
| 9   | 5  | Fernando Alonso    | Ferrari              | 1.38,151 | 1.37,379 | 1.37,566 | 8    |
| 10  | 15 | Sergio Pérez       | Sauber-Ferrari       | 1.37,933 | 1.37,477 | 1.37,698 | 9    |
| 11  | 18 | Pastor Maldonado   | Williams-Renault     | 1.37,789 | 1.37,589 |          | 11   |
| 12  | 6  | Felipe Massa       | Ferrari              | 1.38,381 | 1.37,731 |          | 12   |
| 13  | 19 | Bruno Senna        | Williams-Renault     | 1.38,437 | 1.37,841 |          | 13   |
| 14  | 11 | Paul di Resta      | Force India-Mercedes | 1.38,325 | 1.37,877 |          | 14   |
| 15  | 16 | Daniel Ricciardo   | Toro Rosso-Ferrari   | 1.38,419 | 1.37,883 |          | 15   |
| 16  | 12 | Nico Hülkenberg    | Force India-Mercedes | 1.38,303 | 1.37,890 |          | 16   |
| 17  | 14 | Kamui Kobayashi    | Sauber-Ferrari       | 1.38,372 | 1.38,069 |          | 17   |
| 18  | 17 | Jean-Éric Vergne   | Toro Rosso-Ferrari   | 1.39,077 |          |          | 18   |
| 19  | 20 | Heikki Kovalainen  | Caterham-Renault     | 1.39,306 |          |          | 242  |
| 20  | 21 | Vitalij Petrov     | Caterham-Renault     | 1.39,567 |          |          | 19   |
| 21  | 24 | Timo Glock         | Marussia-Cosworth    | 1.40,903 |          |          | 20   |
| 22  | 25 | Charles Pic        | Marussia-Cosworth    | 1.41,250 |          |          | 21   |
| 23  | 22 | Pedro de la Rosa   | HRT-Cosworth         | 1.42,914 |          |          | 22   |
| 24  | 23 | Narain Karthikeyan | HRT-Cosworth         | 1.43,655 |          |          | 23   |

| Vidare från första kvalrundan ▬▬ Vidare från andra kvalrundan ▬▬ |

- ^1  — Kimi Räikkönen fick fem platsers nedflyttning för ett otillåtet växellådsbyte.[1]
- ^2  — Heikki Kovalainen fick fem platsers nedflyttning för att ha kört om under Safety Car i den föregående tävlingen.[2]

## Loppet

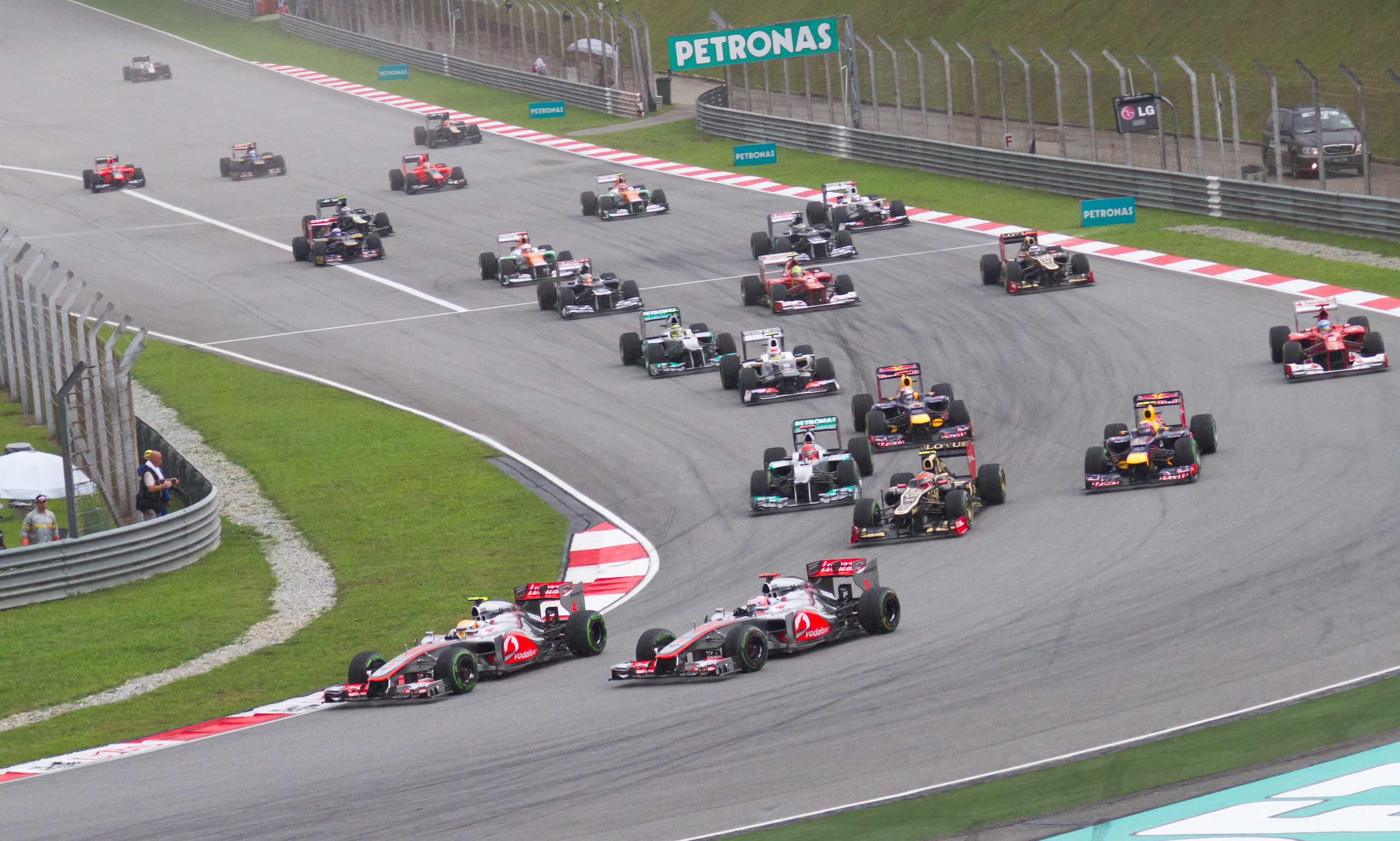
Första varvet.

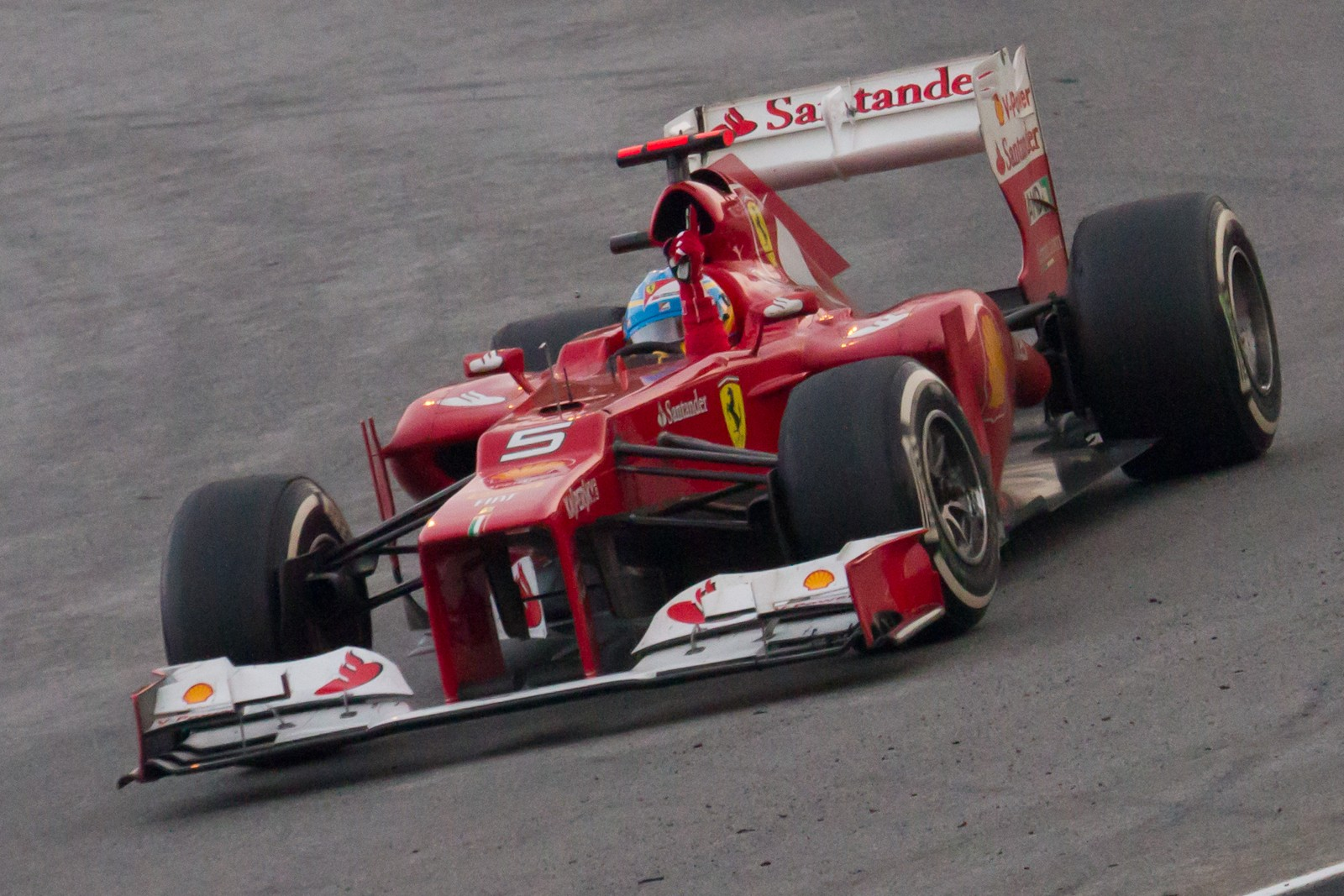
Fernando Alonso vann loppet.

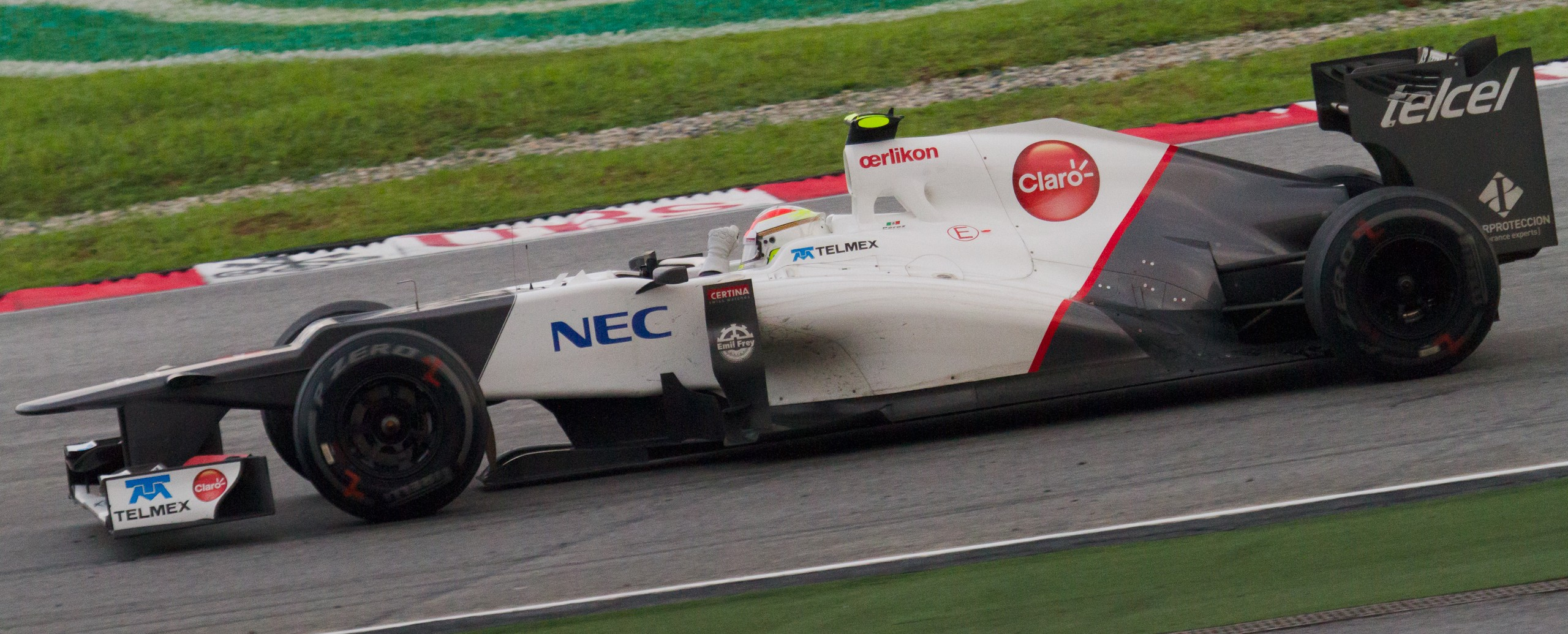
Sergio Pérez gick i mål på andra plats.

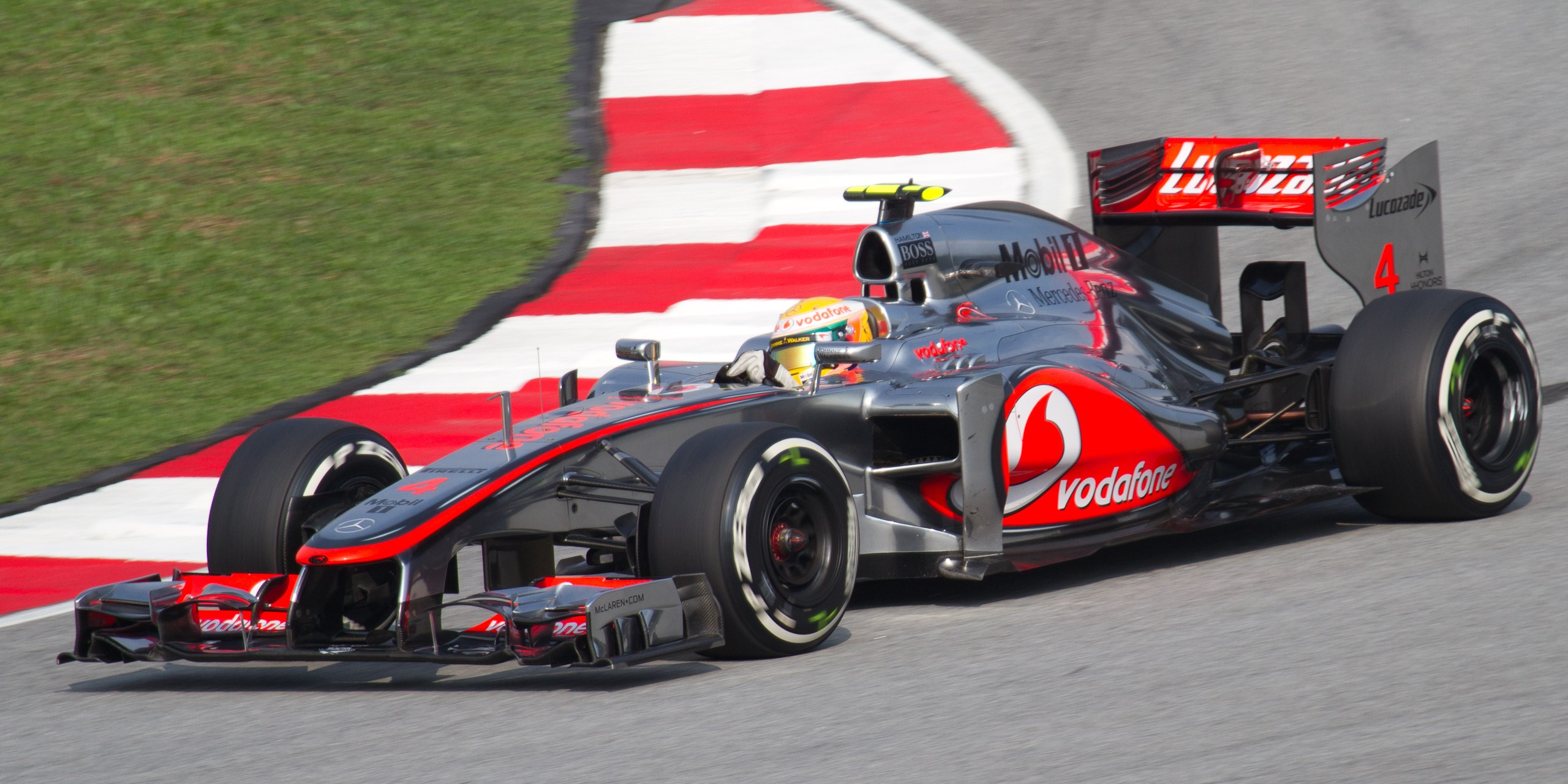
Lewis Hamilton blev trea.

| Pos. | Nr | Förare             | Konstruktör          | Varv | Tid         | Grid | P  |
| ---- | -- | ------------------ | -------------------- | ---- | ----------- | ---- | -- |
| 1    | 5  | Fernando Alonso    | Ferrari              | 56   | 2:44.51,812 | 8    | 25 |
| 2    | 15 | Sergio Pérez       | Sauber-Ferrari       | 56   | +2,263      | 9    | 18 |
| 3    | 4  | Lewis Hamilton     | McLaren-Mercedes     | 56   | +14,591     | 1    | 15 |
| 4    | 2  | Mark Webber        | Red Bull-Renault     | 56   | +17,688     | 4    | 12 |
| 5    | 9  | Kimi Räikkönen     | Lotus-Renault        | 56   | +29,456     | 10   | 10 |
| 6    | 19 | Bruno Senna        | Williams-Renault     | 56   | +37,667     | 13   | 8  |
| 7    | 11 | Paul di Resta      | Force India-Mercedes | 56   | +44,412     | 14   | 6  |
| 8    | 17 | Jean-Éric Vergne   | Toro Rosso-Ferrari   | 56   | +46,985     | 18   | 4  |
| 9    | 12 | Nico Hülkenberg    | Force India-Mercedes | 56   | +47,892     | 16   | 2  |
| 10   | 7  | Michael Schumacher | Mercedes             | 56   | +49,996     | 3    | 1  |
| 11   | 1  | Sebastian Vettel   | Red Bull-Renault     | 56   | +1.15,527   | 5    |    |
| 12   | 16 | Daniel Ricciardo   | Toro Rosso-Ferrari   | 56   | +1.16,828   | 15   |    |
| 13   | 8  | Nico Rosberg       | Mercedes             | 56   | +1.18,593   | 7    |    |
| 14   | 3  | Jenson Button      | McLaren-Mercedes     | 56   | +1.19,719   | 2    |    |
| 15   | 6  | Felipe Massa       | Ferrari              | 56   | +1.37,319   | 12   |    |
| 16   | 21 | Vitalij Petrov     | Caterham-Renault     | 55   | +1 varv     | 19   |    |
| 17   | 24 | Timo Glock         | Marussia-Cosworth    | 55   | +1 varv     | 20   |    |
| 18   | 20 | Heikki Kovalainen  | Caterham-Renault     | 55   | +1 varv     | 24   |    |
| 19   | 18 | Pastor Maldonado   | Williams-Renault     | 54   | Motor       | 11   |    |
| 20   | 25 | Charles Pic        | Marussia-Cosworth    | 54   | +2 varv     | 21   |    |
| 21   | 22 | Pedro de la Rosa   | HRT-Cosworth         | 54   | +2 varv     | 22   |    |
| 22   | 23 | Narain Karthikeyan | HRT-Cosworth         | 54   | +2 varv     | 23   |    |
| Ret  | 14 | Kamui Kobayashi    | Sauber-Ferrari       | 46   | Bromsar     | 17   |    |
| Ret  | 10 | Romain Grosjean    | Lotus-Renault        | 3    | Körde av    | 6    |    |

| Förare och stall som tog poäng ▬▬ |

- ^1  — Narain Karthikeyan fick 20 sekunders tidstillägg för att han kolliderade med Sebastian Vettel.

## Ställning efter loppet
|     | Pos. | Förare          | Poäng |
| --- | ---- | --------------- | ----- |
| ▲ 4 | 1    | Fernando Alonso | 35    |
| ▲ 1 | 2    | Lewis Hamilton  | 30    |
| ▼ 2 | 3    | Jenson Button   | 25    |
| ▬   | 4    | Mark Webber     | 24    |
| ▲ 3 | 5    | Sergio Pérez    | 22    |

|     | Pos. | Konstruktör      | Poäng |
| --- | ---- | ---------------- | ----- |
| ▬   | 1    | McLaren-Mercedes | 55    |
| ▬   | 2    | Red Bull-Renault | 42    |
| ▲ 1 | 3    | Ferrari          | 35    |
| ▼ 1 | 4    | Sauber-Ferrari   | 30    |
| ▬   | 5    | Lotus-Renault    | 16    |

- Notering: Endast de fem bästa placeringarna i vardera mästerskap finns med på listorna.